# Aigua a la Lluna

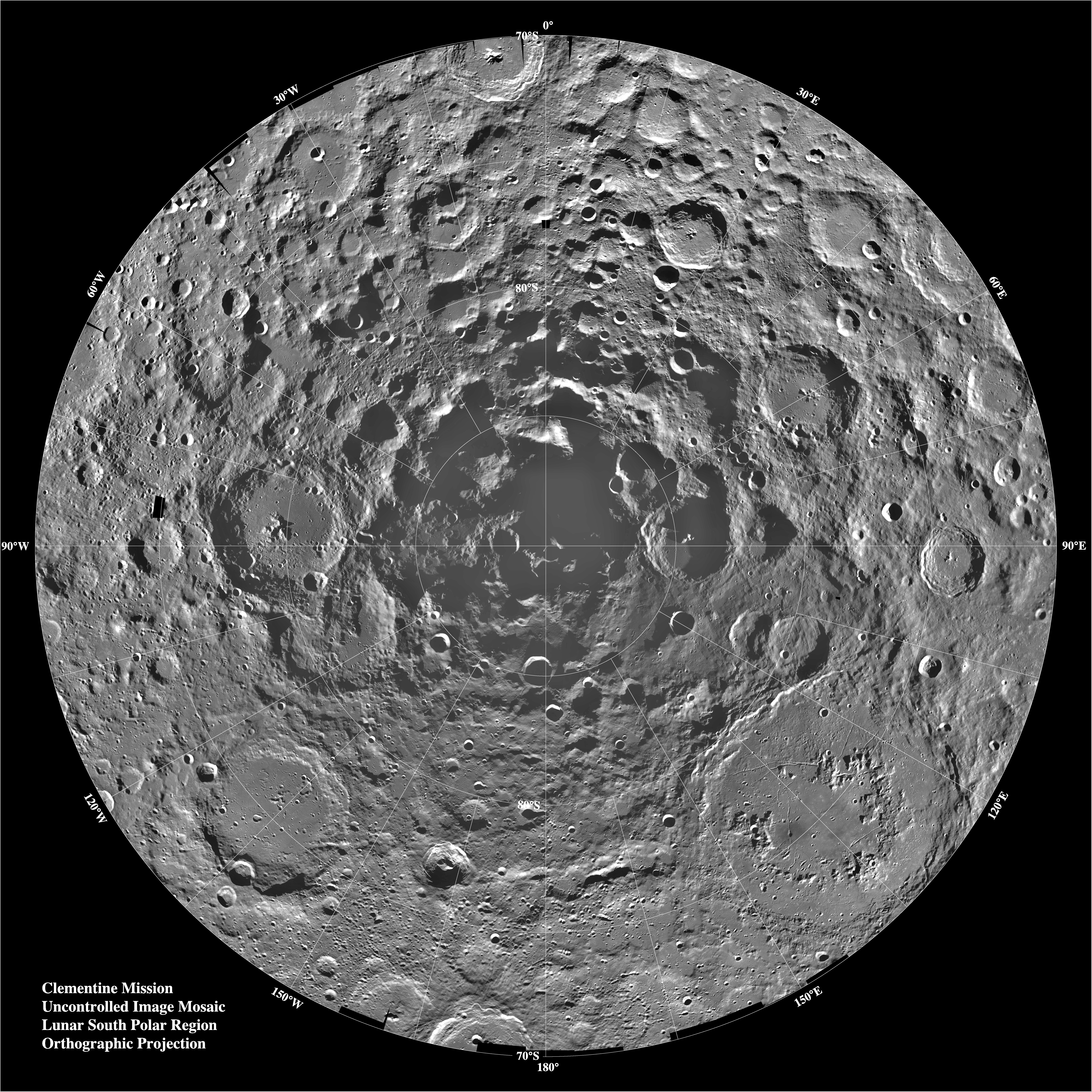
Imatge composta feta per la NASA de la regió del pol sud de la Lluna

La presència d'aigua a la Lluna és un aspecte de l'estudi de la superfície lunar. Una expedició lunar recent ha descobert la seva presència, però fins llavors se'n debatia l'existència. Si hi havia aigua a la superfície del satèl·lit natural de la Terra no podia estar en forma líquida (la temperatura de la Lluna és força per sota del punt de congelació de l'aigua) i no pot persistir el vapor, car la seva gravetat no permetia la presència d'atmosfera. Tanmateix, els científics des del 1960 han especulat que el gel pot romandre en aquest estat en els freds cràters de la Lluna que permanentment estan a l'ombra, en els dos pols del satèl·lit. Hi havia proves no concloents d'aquesta acumulació de gel fins que, el novembre del 2009, la NASA, finalment, va confirmar que la sonda espacial LCROSS havia detectat una quantitat significativa d'aigua en el material expulsat, al pol sud lunar, per l'impacte d'un enginy espacial.
L'aigua i el grup químic hidroxil, que està associat a l'aigua, poden existir en formes químiques lligades als minerals lunars (més que no pas com a aigua líquida), i les proves suggereixen que aquest seria el cas en baixes concentracions sobre la major part de la superfície de la Lluna.
La NASA creu que l'aigua pot haver estat distribuïda a la Lluna en temps passats (a escala geològica) pel bombardeig de cometes, asteroides i meteorits, o produïda de manera contínua in situ per ions d'hidrogen (protons) del vent solar, quan impactaven amb minerals amb contingut d'oxigen.

## Quantitat d'aigua
Segons dades facilitades per la NASA, s'han trobat més de 40 petits cràters que emmagatzemen aigua congelada; s'estima que hi pot haver com a mínim 600 milions de tones de gel.

## Importància
La recerca de la presència d'aigua a la Lluna ha atret una considerable atenció i ha motivat diverses missions lunars recents, sobretot perquè l'aigua a la Lluna seia molt útil en una possible colonització humana a llarg termini.